# アーチー・ウィリアムズ (歌手)
アーチー・ウィリアムズ（Archie Williams、1960年/1961年 - ）は、『アメリカズ・ゴット・タレント』（シーズン15）に出演したアフリカ系アメリカ人の歌手。彼は、冤罪のため36年間服役した後、無罪が立証され、2019年3月21日に釈放された。

## 冤罪
ウィリアムズは、ルイジアナ州バトンルージュの出身である。1983年4月21日、彼は4ヶ月前に発生した強姦・殺人未遂事件で有罪の判決を受けた。当時22歳だったウィリアムズは、仮釈放なしの終身刑とされ、アンゴラ (Angola) のルイジアナ州立刑務所に収監された。冤罪被害者の支援をおこなう非営利団体イノセンス・プロジェクトは、彼の無罪を証明し得る証拠へのアクセスを求めて、何十年も闘い続けた。2019年3月21日、判事によって現場に残されていた指紋の再検証が命じられ、ウィリアムズの無罪が証明されて彼は刑務所から釈放された。

## 釈放後
釈放後、ウィリアムズは、カリフォルニア州オークランドに居を定め、大学で学び始めたが、長く刑務所で暮らしていたため一般社会の中での自由な生活への適合には苦労したという。
ウィリアムズは、もともと歌うことが好きで、刑務所の中でもゴスペル・バンドに参加するなど音楽に親しんでいた。釈放後の2019年10月30日、ウィリアムズは、少年時代以来の憧れであったニューヨークのアポロ・シアターのアマチュア・ナイトに参加し、スティービー・ワンダーの「アズ (As)」を歌って入賞した。

## 『アメリカズ・ゴット・タレント』
2020年5月26日、『アメリカズ・ゴット・タレント』（シーズン15）に初出演したウィリアムズは、エルトン・ジョンの「僕の瞳に小さな太陽 (Don't Let the Sun Go Down on Me)」を歌った。審査員4人全員が彼を合格として次のレベルへの進出が決まり、彼は聴衆と審査員たちからスタンディングオベーションを受けた。エルトン・ジョンは、ウィリアムズの歌唱に「感動して涙を流した」と述べた。ウィリアムズの話を受けて、審査員のひとりであるサイモン・カウエルは、イノセンス・プロジェクトのアンバサダーとなった。ウィリアムズは準決勝ではウエストライフの「Flying Without Wings」を歌った。彼は、他の4人/組とともに決勝に進んだ。